# Май Тайшунь, Иосиф
Иосиф Май Тайшунь  (кит.  馬太順 若瑟, 1840 г., провинция Хэбэй, Китай — 26.07.1900 г., провинция Хэбэй, Китай) — святой Римско-Католической Церкви, мученик.

## Биография
Иосиф Май Тайшунь работал врачом и одновременно служил катехизатором в католическом приходе. В связи с этим он был довольно известным человеком в деревне, где он проживал. Во время Ихэтуаньского восстания 1899—1900 гг. в Китае жестоко преследовались христиане. Скрываясь от возможного преследования, Иосиф Май Тайшунь покинул деревню и спрятался среди рисовых полей. Повстанцы смогли его тайное убежище и силой привели в деревню, где привязали Иосифа Май Тайшуня к дереву. Повстанцы требовали от Иосифа Май Тайшуня, чтобы тот отказался от своей веры, после чего подвергли его пыткам и убили.

## Прославление
Иосиф Май Тайшунь был беатифицирован 17 апреля 1955 года Римским Папой Пием XII и канонизирован 1 октября 2000 года Римским Папой Иоанном Павлом II вместе с группой 120 китайских мучеников.
День памяти в Католической Церкви — 9 июля.

## Источник
- George G. Christian OP, Augustine Zhao Rong and Companions, Martyrs of China, 2005, стр. 83